# ضریب همبستگی پیرسون

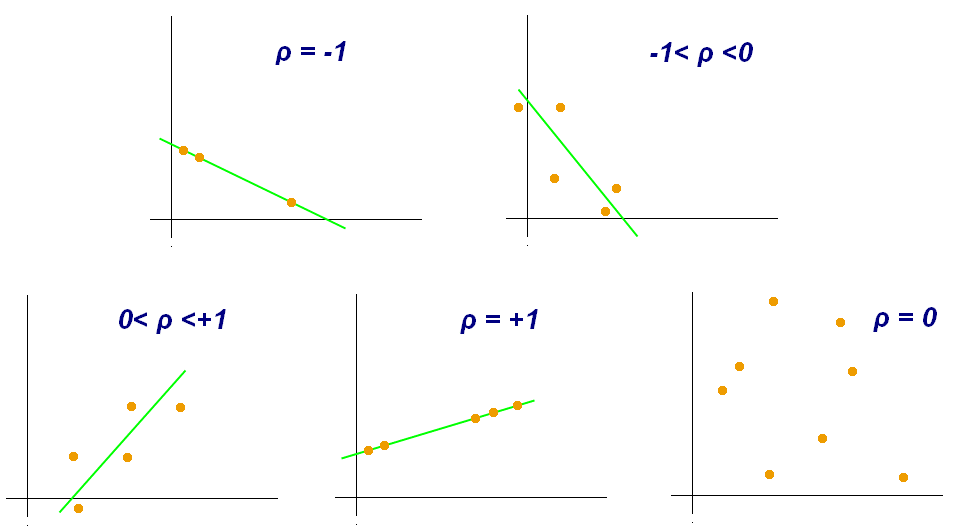
مثال‌هایی از حالت‌های مختلف همبستگی و مقادیر ضریب همبستگی پیرسون برای هر مورد.

در مباحث آماری، ضریب همبستگی پیرسون یا ضریب همبستگی حاصل‌ضرب-گشتاور پیرسون میزان همبستگی خطی بین دو متغیر تصادفی را می‌سنجد. مقدار این ضریب بین ۱- تا ۱ تغییر می‌کند که «۱» به معنای همبستگی مثبت کامل، «۰» به معنی نبود همبستگی، و «۱-» به معنی همبستگی منفی کامل است. این ضریب که کاربرد فراوانی در آمار دارد، توسط کارل پیرسون بر اساس ایدهٔ اولیهٔ فرانسیس گالتون تدوین شد.

## تعریف
ضریب همبستگی پیرسون بین دو متغیر تصادفی برابر با کوواریانس آنها تقسیم بر انحراف معیار آنها تعریف می‌شود.
جامعهٔ آماری
برای یک جامعهٔ آماری، ضریب همبستگی جامعه به صورت زیر تعریف می‌شود:
{\displaystyle \rho _{X,Y}={\mathrm {cov} (X,Y) \over \sigma _{X}\sigma _{Y}}={E[(X-\mu _{X})(Y-\mu _{Y})] \over \sigma _{X}\sigma _{Y}}}
که در آن {\displaystyle \mathrm {cov} } کوواریانس، {\displaystyle \sigma _{X}} انحراف معیار متغیر {\displaystyle X}، {\displaystyle \mu _{X}} میانگین متغیر {\displaystyle X} و {\displaystyle E} امید ریاضی را نشان می‌دهد.
نمونه آماری
ضریب همبستگی پیرسون برای یک نمونه آماری با n زوج داده {\displaystyle (X_{i},Y_{i})} به صورت زیر تعریف می‌شود:
{\displaystyle r={\frac {\sum _{i=1}^{n}(X_{i}-{\bar {X}})(Y_{i}-{\bar {Y}})}{{\sqrt {\sum _{i=1}^{n}(X_{i}-{\bar {X}})^{2}}}{\sqrt {\sum _{i=1}^{n}(Y_{i}-{\bar {Y}})^{2}}}}}}
تعریف زیر نیز معادل تعریف بالاست:
{\displaystyle r={\frac {1}{n-1}}\sum _{i=1}^{n}\left({\frac {X_{i}-{\bar {X}}}{s_{X}}}\right)\left({\frac {Y_{i}-{\bar {Y}}}{s_{Y}}}\right)}
که در آن کمیت‌ها به صورت زیر تعریف شده‌اند:
{\displaystyle {\bar {X}}={\frac {1}{n}}\sum _{i=1}^{n}X_{i},{\text{ and }}s_{X}={\sqrt {{\frac {1}{n-1}}\sum _{i=1}^{n}(X_{i}-{\bar {X}})^{2}}}}

## نمونه کد ساده
در متلب، تابع corr برای این منظور است؛ مثلاً در کد زیر:
x = randn(8,1);
y = randn(8,1);
[r,p] = corr(x,y);
fprintf('rho= %g, P_Value= %g\n',r,p)
مقادیر ضریب پیرسون و مقدار احتمال محاسبه می‌شوند. توجه شود که مقدار احتمال تابعی از ضریب پیرسون و شمار نمونه هاست.
- مقدار احتمال: احتمال عدم وابستگی دو بردار
- ضریب پیرسون: مقدار وابستگی دو بردار